# مستقبل الثرومبوبويتين
مستقبل الثرومبوبويتين (بالإنجليزية: Thrombopoietin receptor)‏ أو بروتين ابيضاض الدم التكاثري النقوي (بالإنجليزية: myeloproliferative leukemia protein)‏ أو كتلة التمايز 110 (بالإنجليزية: Cluster of Differentiation 110 أو CD110)‏ هو بروتين موجود عند الإنسان مشفر بالمورثة الورمية MPL أو فيروس ابيضاض الدم التكاثري النقوي (بالإنجليزية: myeloproliferative leukemia virus)‏.

## التفاعلات
أظهرت المورثة الورمية لفيروس ابيضاض الدم التكاثري النقوي تفاعلات مع:
- ATXN2L[1]
- JAK2[2]
- ثرومبوبويتين[3]